# Cephalocoema carinata
Cephalocoema carinata är en insektsart som beskrevs av Wiendl 1971. Cephalocoema carinata ingår i släktet Cephalocoema och familjen Proscopiidae. Inga underarter finns listade i Catalogue of Life.